# Luís Carlos Patriarca
Luis Carlos Patriarca (11 de novembre de 1956 - 9 de novembre de 2013), fou un jugador d'escacs paraguaià, que tenia el títol de Mestre FIDE.
A la llista d'Elo de la FIDE de novembre de 2013, hi tenia un Elo de 2291 punts, cosa que en feia el jugador número 10 del Paraguai. El seu màxim Elo va ser de 2333 punts, a la llista de l'abril de 2008.

## Resultats destacats en competició
Fou set vegades campió del Paraguai, els anys 1983, 1998, 2003, 2005, 2006, 2007 i 2008.

### Participació en olimpíades d'escacs
Patriarca va participar, representant Paraguai, en sis Olimpíades d'escacs en els anys 1984, i entre el 2000 i 2010, amb un resultat de (+14 =13 –17), per un 46,6% de la puntuació. El seu millor resultat el va fer a les Olimpíada del 1984 en puntuar 3 de 4 (+2 =2 -0), amb el 75,0% de la puntuació.